# 光碼戰士
《光碼戰士》是日本漫畫家小野敏洋創作的日本漫畫作品。於小學館漫畫雜誌《快樂快樂月刊》1992年4月號至1994年7月號期間連載，在第30話宣告遭小學館腰斬結束連載，全30話。小學館版單行本全5卷；復刊.com2004年發行復刻版單行本全2卷。台灣繁體中文版由大然文化代理，第22話以後曾經在大然文化《魔奇月刊》連載。
2016年，《快樂快樂月刊》11月號增刊《コロコロアニキ》Vol.7刊載本編結束3年後虎堂烈與有栖川櫻的短篇（262～292頁），篇末附小野敏洋訪問。

## 故事簡介
最新的超大型立體遊戲「光碼戰士」，是以日常可見的條碼為基礎，將資料轉換為機器人以進行遊戲。本作描寫了熱愛此遊戲之少年少女們熱血激戰的過程。
故事中的光碼遊樂器「Barcode Battler」為實際存在的電子遊樂器，於1991年由EPOCH公司發行第一代機型。

## 登場角色

### 主要角色
虎堂烈
本作主角。11歲，故事開始前因為玩射擊遊戲慘敗而發誓再也不碰電玩，卻在破戒當天首度踏進光碼戰士遊戲的世界，首次試玩時被對手一擊打敗，之後隨著故事進行而逐漸成長。有兩個妹妹洋子與早紀。
雖然是店內連續數個月的冠軍，然而一開始的操作技術並不理想，櫻子亦曾說他「玩《快打旋風》還使不出昇龍拳」。在故事中面對第一次遇上的對手常常會輸掉，第二次對戰時才會獲勝，也因此被龍膽岳指責。
與清白彩初次交手時曾經被批評「所持有的光碼或許很強，但操縱技術不佳，只是在依賴機體性能」，在經過特訓之後對模擬器的操作能力得到飛躍性的提升。
有栖川櫻（大然版譯為有栖川櫻子）
虎堂烈的同班同學與童年玩伴，11歲，是讓虎堂烈踏進光碼戰士遊戲世界的推手之一，光碼戰士遊戲方面的知識與技術優秀，也常常提供虎堂烈關於此遊戲的有益情報，對虎堂烈有著相當的好感。最後向阿鳥改坦承，自己愛慕的人是虎堂烈。
外表看起來是楚楚可憐的美少女，實際上卻是男性，這衝擊性的事實曾經讓某些讀者震驚過度而在床上躺了四天。
掛須巧
虎堂烈第一次試玩遊戲時將其一擊打敗的小學生，連載初期曾經在店內排行榜連三週第一名，實力足以和虎堂烈平起平坐的高手；但由於第二代光碼遊樂器設定的改變，其原本擁有的各式強力光碼全數報廢，因而連帶隨著故事進行而逐漸搞笑配角化。
被虎堂烈視為「跟御沙吾一樣討厭的傢伙，不過比御沙吾笨」，身為故事中唯一從頭到尾都不曉得櫻子真實性別的人，對櫻子有著非常高的好感，甚至還曾經對阿鳥改做出「未來想與櫻子結婚」的宣言。
有一個弟弟讓司（大然版譯為穰司），是個相當疼愛弟弟的哥哥。在家中常對讓司灌輸「虎堂烈是個遜咖又沒人緣」的不實概念。
史蒂芬·賽克
在美國各地打敗當地冠軍、被稱為「最強美國之星」的美國籍少年。初登場時曾在遊戲中將掛須巧秒殺，之後對虎堂烈下戰書卻被打敗。因為對虎堂烈發自內心的尊敬而稱呼其為「大哥」，平常多半與其一起行動。和櫻子一樣擔任替虎堂烈踩煞車的人物。
在得知櫻子的真實性別後受到了很強烈的衝擊，直到新年過後才總算恢復過來。
有一個姐姐克莉絲（クリス）。
藥師寺蘇鐵
喜歡佛像，外號「大佛」的中學生。初登場時曾帶著兩名同伴在店內耀武揚威，將其他遊戲者全數打敗趕跑，在被虎堂烈打敗後改過自新。
平常多半面無表情，嘴巴從來沒張開過（包括說話的時候）。
清白彩
外表很男性化、卻是波霸的少女，有著能在瞬間擺平兩三名不良少年的身手，在光碼戰士方面的操縱技術極為優秀，同時也是讓虎堂烈決定進行模擬器操縱特訓的契機人物。
在大阪的雪山溫泉中意外揭穿了櫻子的真實性別，不過在聽完虎堂烈的解釋後便接受了這個事實。

### 競爭對手
御沙吾真
中學生，筒井濱店的冠軍，水中戰的高手。初登場時曾打敗過虎堂烈並與其交惡，之後被虎堂烈與櫻子聯手打敗。輸給虎堂烈後曾經試圖復仇，最後則未成功。
有著喜歡奪走別人最重要東西、看到別人敗北時絕望表情會產生快感的惡癖，甚至因而在復仇戰前與虎堂烈以櫻子為賭注，但是在知道櫻子的真實性別後受到不小的打擊。
阿鳥改
小學生，大阪店的冠軍，對櫻子一見鍾情；卻在櫻子被彩硬拉去泡溫泉時跑去偷窺，進而知道櫻子是男性，在很長一段時間內曾經為此而苦惱。然而故事後期櫻子陷入危機時，卻仍二話不說從大阪連夜搭電車趕來支援，最後向眾人宣稱喜歡男性的櫻子。
實力相當優秀，曾經與虎堂烈戰得不分高下，最後則是因為停電的關係而使得雙方不分勝負。與虎堂烈為亦敵亦友的關係，從全國大賽篇開始，兩人曾經數度合作過。
宮垣俊二
全國大賽篇登場，擊敗了藥師寺蘇鐵進入前四強的高手，名字則在全國大賽篇結束後才正式亮相，為全作第一個使用聖戰士光碼機體的角色。
喜歡看火車時刻表也熱愛搭火車，據本人的說法是「喜愛這種震動的感覺」，在虎堂烈一行人前往大阪的同時，與因為某些緣故而被眾人扔下的掛須巧一起搭火車繞行了大半個日本。
樹雷三兄妹
吉祥寺店最有名的光碼戰士玩家，三人分別為大哥龍牙（りゅうが）、二弟溪（けい）、小妹翼（つばさ）。由於龍牙被殖入龐特光碼而失去說話能力，溪與翼不得不帶著特殊的光碼卡到處攔截其他玩家並向其挑戰，大佛與掛須曾分別敗在翼與溪的手下，彩的比賽場之星也在與兩人的戰鬥中被奪走，虎堂烈的亞特拉斯也曾差點被龍牙轉化為武裝恐龍。
翼曾經被史蒂芬打倒，之後對其產生好感。

### 其他角色
權田原夏樹
在四鷹店裡打工的女大學生，21歲，不太會喝酒。在全國大賽篇時擔任主持人，首度公開自己的姓氏，卻遭與會玩家嘲笑姓氏怪異而暴怒。對龍膽岳一見鍾情。
於小野敏洋多部漫畫作品中登場過。
龍膽岳
清白彩的親哥哥，被人稱為光碼大師。過去因為遭到光碼皇帝洗腦而失去大部份記憶，也因為此事而得到有如終端機般讀取光碼內容的能力，以打倒光碼皇帝為其最大的目標與願望。
原本只是為了利用虎堂烈接近光碼皇帝而派清白彩前去測試他，但在與虎堂烈接觸、相處過後逐漸改變原先冷酷的想法。
光碼皇帝
遠古光碼文明殘留下來的生物光碼系統，自稱光碼世界之王，別名魔茲惡克（ニーズホッグ，Needz-Hoggr），同時也被遠古的人類稱呼為「嘲笑的虐殺者」，曾經多次派遣部下出現在虎堂烈等人面前。
全國大賽時試圖將虎堂烈光碼化，卻在最後一刻被龍膽岳阻止，之後被眾人合力打倒。武裝恐龍軍團事件時曾一度短暫復活，卻因為被吸收的龍膽岳之父於其體內出手干預而再次毀滅。
本身體型比超級獨角還要巨大，會使用能降低廣範圍內所有對手HP的「安可呼喊」（フレースヴェルグ）、以背後的多數尾狀物單點集中攻擊目標的「威索夫尼爾」（ヴィゾフニール）、讓敵人攻擊力降低進而使攻擊無效化的「威斯爾弗爾尼爾」（ヴェズルフォルニール）等招式，弱點則是位於軀幹部位的嘴巴。
草烏令法
龍膽岳的舊識，但雙方關係並不良好。他利用樹雷三兄妹收集大量光碼，進行光碼皇帝復活的實驗並獲得成功，最終的目的則是利用皇帝的力量控制整個世界。在光碼皇帝復活後遭到龍膽岳阻撓而逃離現場，自此下落不明。

## 機體

### 鎧之獨角（衝鋒甲蟲）系列
鎧之獨角
虎堂烈最早所使用的愛機，屬於防禦取向的機體，具有高守備力以及損傷減半的第四能力，初登場便擊敗了掛須巧的掛須一號。
獨角劍豪
與史蒂芬初次戰鬥時所使用的機體，由鎧之獨角與光之繭（合體卡）合體而成，屬於攻擊型的機體，第四能力為三倍之劍（三倍傷害力），一擊便擊敗了史蒂芬。
鎧之獨角第二代
鎧之獨角的強化型機體，於四鷹店的光碼戰士大賽中活躍，並取得冠軍。
鎧之獨角最後期類型
在第一代機的戰鬥數值極低，但在第二代機鹹魚翻身的機體，主武裝為超壓光砲（ビートルフォトプロトン），在與藥師寺蘇鐵的初次對戰中敗北。
鎧之獨角戰鬥者II規格
為了搶回被光碼皇帝控制的鎧之獨角II而登場的機體，別名新生甲蟲I，主武裝為極大光質子（マックスフォトプロトン），與鎧之獨角II交戰時一度陷入苦戰，最後成功破解皇帝的控制而奪回鎧之獨角II。
鎧之獨角II
為了擊敗藥師寺蘇鐵而創造出來的新機體，在故事中活躍的時間相當長，有著多樣化的合體機組型態。在大阪曾經一度落入他人手中，事後成功取回。
魔法之角
鎧之獨角II的合體機型，與戰士類型的鎧之獨角II不同，屬於魔法使者類型，具有合體瞬間吸收對方大量HP的特殊能力。
裝甲獨角
鎧之獨角II的合體機型，魔法使者，於光碼戰士越野大賽中登場，被藥師寺蘇鐵一擊破壞合體裝甲而變回原本的鎧之獨角II。
鎧之獨角II A3裝備
鎧之獨角II與水中戰用的A3裝備合體後的型態，尚未發揮實力便被御沙吾真的魚王一擊打敗。
鎧之獨角II 海神
針對魚王而創造出來的水中戰用新合體機型，但碰上御沙吾真使用超級魚王而沒有發揮實力的機會。
超級獨角
與櫻子的安地因號合體而成的巨型機體，主武裝為火燄破壞（ファイヤーデストラクション），初登場時擊敗了御沙吾真的超級魚王。在全國大賽中與光碼皇帝戰鬥時再次登場卻不敵皇帝，附帶一提，二次登場時是由鎧之獨角II與櫻子的西爾飛多合體而成。
鎧之獨角II 大力士
針對御沙吾真的復仇戰而創造的新合體，能使用9倍力的必殺技星星爆炸（スターバースト），但並未發揮預期的功效。
鎧之獨角II A5裝備
與清白彩初次交手時所使用的合體機型，但由於虎堂烈被清白彩挑撥的關係，因此只使用了極短暫的時間。
鎧之獨角II 大力士
與光碼皇帝的手下初次交戰時所使用的合體機型，在速度方面做了極大的強化，最後成功地擊敗了皇帝的兩名手下。
獨角凱撒
由於御沙吾真的提議而與阿鳥改的鍬形蟲（鎧之雙角）合體而成的超強力機體，能多次使用鎧之獨角II使用一次就會讓雙手報廢的必殺技漩渦爆炸（ボルテックスバースト），在與光碼皇帝的戰鬥中以漩渦爆炸加上雙角閃電球（ツインテックボルト）的力量成功擊敗了皇帝。
戰鬥時是由阿鳥改操縱，虎堂烈負責攻擊。
鎧之獨角II合體型 亞特拉斯
聖戰士類型的新機體，強度約為鎧之獨角II的30倍，具有飛行能力以及多種全新的攻擊與防禦機能，能連續發射鎧之獨角II的漩渦爆炸，將劍連接機體後則能使出動力全開（メガ・バースト），為威力數倍化的漩渦爆炸。
最強的必殺技為「億萬星體大輪迴」（ファルネーゼアポカリプス），但由於準備時間過長因此在故事中僅使用過一次。
獨角劍豪戰鬥型式II
亞特拉斯被樹雷龍牙的暴走光碼恐龍吞噬分解時，虎堂烈發動反皇帝光碼吸收敵人能力修護機體而誕生的新機體，為虎堂烈使用到故事尾聲的最後機體。

### 主要角色機體系列
美國超人
史蒂芬的機體，初登場時是由自由之星（ピルグリム）與五月花號（メイフラワー）合體而成，後來則均以單機型態登場，在故事中的表現平平，常出現被強敵打敗的場面，但偶爾也會有驚人的表現。
全國大賽篇時追加了曼哈頓爆炸（マンハッタンバスター）、拉什莫爾人面（ラッシュモアプレジデンツ）、鹽湖海鷗（ソルトレイクシーガル）等等招式。
安地因號
櫻子的機體，在故事中為相當罕見的人類外貌機體，屬於海戰規格的機種，陸戰規格則為西爾飛多（ラ・シルフィード）。附帶一提，機體本身和操縱者一樣，均為外表看似美少女、實際上是男兒身的設定。
在剝除外裝甲（衣服）後，能使出威力足以秒殺對手的「原來我是男人」攻擊，但此攻擊對於已經知道其為男兒身的對手則沒有效果。
大美國號
史蒂芬與櫻子的機體合體後的機體，只出現在光碼戰士越野大賽中一次。
掛須1號
掛須巧的機體，鎧之獨角首次登場時所面對的對手，最後被鎧之獨角打敗。
掛須17號
掛須巧的機體，史蒂芬與美國超人初登場的對手，被美國超人一擊打倒，造型疑似參考了大鐵人17的設計。
掛須28號
掛須巧的機體，僅出現過極短暫的幾頁，但在這幾頁中打敗了鎧之獨角。
掛須31號
掛須巧的機體，為全故事中獨一無二的僵屍卡機種（初始HP為零的光碼卡，只要不受到攻擊就能存活，由於犧牲了HP值而擁有無人可敵的先攻機率，但要是對手撐得過第一擊，就等同不堪一擊的機體）。在四鷹店的光碼戰士大賽中差點擊敗鎧之獨角，最後卻功虧一簣。
KT-1
掛須巧的機體，在故事改用第二代機後為掛須唯一的機體，在故事中的戰績則比史蒂芬和櫻子更慘，武裝恐龍事件中光碼被奪取後改用SKT-1，不過外表上似乎沒有什麼差別。
大佛
藥師寺蘇鐵的機體，魔法使者型，初登場時曾讓虎堂烈吃足苦頭，在全國大賽時追加召喚魔法「十二神將」 。
琉璃光之王
藥師寺蘇鐵的機體，初登場時為大佛與日光兩機合體而成，武裝恐龍事件中則為單機型態出擊。必殺技為範圍攻擊技藥師飛天光（薬師飛天光），然而此招會發出刺眼強光，連駕駛者都得戴上太陽眼鏡遮光。
魚王
御沙吾真的機體，十分擅長水中戰鬥，具有誘發對手攻擊失誤的第四能力，必殺技為「內美西絲」（ネメシス），是個滿足條件後破壞力可以達到27倍的可怕招式。在全國大賽篇追加了在沒有水的場地召喚大量海水與巨大深海魚等等新招式。
超級魚王
御沙吾真的機體，魚王與合體卡「吸收能源球」發動合適能力而巨大化的機體，一度讓虎堂烈與史蒂芬陷入苦戰，最後被超級獨角擊敗。
魚王陸戰規格
御沙吾真的機體，為了對虎堂烈雪恥而準備的機體，與魚王一樣能使用必殺技「內美西絲」。
比賽場之星
清白彩的機體，相較於其他機體，武裝方面顯得貧弱許多，主要是靠清白彩優秀的操縱技術使用格鬥技作戰。
鎧之雙角
阿鳥改的機體，別名鍬形蟲，主要攻擊方式為使用閃電轟擊對手，必殺技為雙角閃電球（ツインテックボルト），在故事後期改裝為聖戰士類型的機體。
裝甲飛雁787
宮垣俊二的機體，為故事中首次出現的聖戰士機體，具有變形成電車的能力，自身的高機動力曾讓與其交過手的虎堂烈也為之驚訝。
墳墓之狼
光碼皇帝在全國大賽篇偽裝成一般玩家參賽時所使用的機體，初登場時是狼型態，主要以啃咬與撕扯等等方式攻擊。
遭到鎧之雙角破壞後與大型十字架合體成完全型態，必殺技為阿爾斯光線（アルスヴィーズ），具有十分強大的戰鬥力，以一己之力先後擊敗裝甲飛雁（非聖戰士）、鎧之雙角與比賽場之星，最後敗在鎧之獨角II手上。
武裝恐龍
樹雷三兄妹從草烏令法手中拿到的機體，三架分別為龍牙的「メカティラノス」、溪的「メカプレシオス」以及翼的「メカケツァルス」，其中メカケツァルス曾落入虎堂烈一行人手中，進而被龍膽岳與四鷹店等人發現其光碼卡隱藏的秘密。
三架機體均搭載了能奪取對手機體的特殊技能「大進化」（ダイナエボリューション），被照射到的機體會變成武裝恐龍並被納入其麾下。

## 用語
第四能力
除了生命力、攻擊力與防禦力以外，各架光碼機體均具備，不會直接顯示在遊戲中的特殊能力。
類型包括損傷減半、提升先攻機率、攻擊力強化、增加對手攻擊失誤率、三倍之劍等等，故事進入二代機後則有更為多樣化的第四能力。
先攻
故事中的遊戲流程為一來一往的輪流攻擊，先攻機率高的機體較容易取得戰鬥開始時的首次攻擊。
由於故事當中時常出現一擊打倒對手的橋段，因此以高先攻率配合高攻擊力以求開場秒殺對手成為故事中的戰術之一。
機體職業種類
故事中共分為四種，分別為戰士、魔法使者、僧侶與聖戰士，後三者為二代機上出現的類型，其中僧侶的能力在故事當中並未詳加描寫。
魔法使者約占全光碼卡的15%；聖戰士則占5%，並且兼具戰士與魔法使者的特點。

## 出版書籍
單行本
| 冊數 | 小學館     | 小學館             | 大然文化  | 大然文化           |
| 冊數 | 發售日期   | ISBN               | 發售日期  | ISBN               |
| ---- | ---------- | ------------------ | --------- | ------------------ |
| 1    | 1992年11月 | ISBN 4-09-142041-9 | 1993年9月 | ISBN 957-28-0019-8 |
| 2    | 1993年5月  | ISBN 4-09-142042-7 | 1993年9月 | ISBN 957-725-943-X |
| 3    | 1993年10月 | ISBN 4-09-142043-5 | 1994年5月 | ISBN 957-25-0680-3 |
| 4    | 1994年4月  | ISBN 4-09-142044-3 | 1995年2月 | ISBN 957-25-0681-1 |
| 5    | 1994年8月  | ISBN 4-09-142045-1 | 1996年7月 | ISBN 957-25-2229-9 |

復刻版
| 冊數 | 復刊.com      | 復刊.com               |
| 冊數 | 發售日期      | ISBN                   |
| ---- | ------------- | ---------------------- |
| 上   | 2004年12月9日 | ISBN 978-4-83-544141-2 |
| 下   | 2004年12月9日 | ISBN 978-4-83-544142-9 |

## 續集(後話)
《光碼戰士》連載結束數年後，小野敏洋以上連雀三平名義畫了三本成人漫畫《Anal Justice》、《Anal Justice 肉棒射精篇》及《Anal Angel》，以有栖川櫻為主角，劇情描述：有栖川櫻不敢向虎堂烈告白，開始墮落，與他人（都是偽娘）濫交、雜交及群交。

## 腳注
1. ↑  小野敏洋表示，連載結束原因是當時光碼遊樂器熱潮已過、漫畫人氣下降所致，與有栖川櫻的設定無關（2004年復刻版下卷484頁、小學館《快樂快樂月刊》2016年11月號增刊《コロコロアニキ》Vol.7 294頁小野敏洋訪問）。
2. ↑  大然版單行本第3卷第48頁，夏樹提到讀者首次得知櫻子真實性別時的反應：「有的讀者震驚過度，甚至躺了四天呢。」

## 外部連結
- http://www.shogakukan.co.jp/（页面存档备份，存于）（日語）